# Riuscirà la nostra carovana di eroi...
Riuscirà la nostra carovana di eroi... (Dusty's Trail) è una serie televisiva statunitense in 26 episodi trasmessi per la prima volta nel corso di una sola stagione dal 1973 al 1974.
È una commedia western ambientata nel XIX secolo e incentrata sulle vicende di un piccolo gruppo di viaggiatori che si perdono dopo essersi separati dalla loro carovana. I protagonisti sono interpretati da Bob Denver e Forrest Tucker insieme ad altri attori di supporto.

## Personaggi e interpreti
- Dusty (26 episodi, 1973-1974), interpretato da Bob Denver.
- Mr. Callahan (26 episodi, 1973-1974), interpretato da Forrest Tucker.
- Mr. Carson Brookhaven (26 episodi, 1973-1974), interpretato da Ivor Francis.
- Lulu McQueen (26 episodi, 1973-1974), interpretata da Jeannine Riley.
- Betsy (26 episodi, 1973-1974), interpretato da Lori Saunders.
- Mrs. Brookhaven (26 episodi, 1973-1974), interpretata da Lynn Wood.
- Andy (26 episodi, 1973-1974), interpretato da William Cort.
- The Bear (5 episodi, 1973), interpretato da Janos Prohaska.
- Zeno (2 episodi, 1973), interpretato da Billy Barty.

## Produzione
La serie, ideata da Elroy Schwartz e Sherwood Schwartz (che aveva creato in precedenza L'isola di Gilligan), fu prodotta da Metromedia Producers Corporation, Redwood Productions e Writer First Productions Le musiche furono composte da Frank De Vol e Jack Pleis. La serie è una sorta di remake de L'isola di Gilligan in salsa western con i personaggi regolari che rispecchiano quelli della serie precedente.

### Registi
Tra i registi sono accreditati:
- Bruce Bilson in 4 episodi (1973-1974)
- Jack Arnold in 2 episodi (1973-1974)
- Earl Bellamy in 2 episodi (1973-1974)
- Russ Mayberry in 2 episodi (1973-1974)
- Richard Michaels in 2 episodi (1973-1974)
- Leslie H. Martinson in 2 episodi (1973)
- Oscar Rudolph in 2 episodi (1973)

### Sceneggiatori
Tra gli sceneggiatori sono accreditati:
- Elroy Schwartz in 9 episodi (1973-1974)
- Sherwood Schwartz in 9 episodi (1973-1974)
- Austin Kalish in 2 episodi (1973-1974)
- Irma Kalish in 2 episodi (1973-1974)
- John Fenton Murray in 2 episodi (1973)
- Larry Rhine in 2 episodi (1973)
- Al Schwartz in 2 episodi (1973)

## Distribuzione
La serie fu trasmessa negli Stati Uniti dall'11 settembre 1973 al 12 aprile 1974 in syndication. In Italia è stata trasmessa con il titolo Riuscirà la nostra carovana di eroi.... È stata distribuita anche in Germania Ovest dal 2 novembre 1974 con il titolo Dusty, Dusty!.

## Episodi
| Stagione       | Episodi | Prima TV USA |
| -------------- | ------- | ------------ |
| Prima stagione | 26      | 1973-1974    |